# Tetraponera insularis
Tetraponera insularis (лат.) — вид древесных муравьёв рода Tetraponera из подсемейства Pseudomyrmecinae (Formicidae). 

## Распространение
Мадагаскар.

## Описание
Муравьи мелкого размера буроватого цвета с жёлтыми ногами (около 5 мм). Ширина головы рабочих от 1,27 до 1,54 мм, длина головы от 1,47 до 1,61 мм. Относительно крупный для этого рода вид, с относительно широкой головой и умеренно большими глазами; задний край глаза достигает или почти достигает уровня боковых оцеллий; лобные кили хорошо разделены, минимальное расстояние между ними составляет около 0,16 ширины головы и более четверти длины скапуса; передний край клипеуса широко и слабо выпуклый, с коротким срединным зубцом, окаймлен 3–4 зубцами с каждой стороны; среднеспинка ограничена сзади хорошо заметным, но простым вдавлением, без продольных морщин; отчетливой метанотальной пластинки нет, хотя передний конец проподеума с очень слабо дифференцированным дугообразно-поперечным полем; дорсальная грань проподеума уплощена, латерально окаймлена, длиннее ниспадающей грани и незаметно закругляется в последнюю; петиоль относительно короткий и высокий, с дорсолатеральным краем и с передне-вентральным зубцом; в профиль петиолярный узел с крутыми антеродорсальной и постеродорсальной гранями, незаметно переходящими одна в другую; постпетиоль шире длины. Голова и мезосома матовые. Стоячие волоски очень редкие. Темно-буровато-чёрные, с контрастными жёлтыми мандибулами, усиками и ногами, кроме коричневой перевязи на задних бёдрах; эта более светлая окраска также на передней половине головной капсулы.

## Систематика
Вид был впервые описан в 2022 году американским мирмекологом Филипом Уардом (Philip Ward, Department of Entomology, University of California, Davis, Калифорния, США) в ходе проведённой им родовой ревизии. Включен в видовую группу Tetraponera  natalensis-group, но отличается крупным размером, редким опушением и окраской; единственный представитель этой видовой группы на Мадагаскаре.